# Alchemilla hirsutissima
Alchemilla hirsutissima es una especie de planta del género Alchemilla, perteneciente a la familia Rosaceae.

## Taxonomía
Alchemilla hirsutissima fue descrita por Serguéi Yuzepchuk en 1938.

## Distribución
Se encuentra en el territorio de Crimea.